# David di Donatello 1984
La 29a edició dels premis David di Donatello, concedits per l'Acadèmia del Cinema Italià va tenir lloc el 16 de juny de 1984 al Teatro dell'Opera di Roma. El premi consistia en una estatueta dissenyada per Bulgari.

## Guanyadors

### Millor pel·lícula
- La sala de ball, dirigit per Ettore Scola (ex aequo)
- E la nave va, dirigit per Federico Fellini (ex aequo)
- Mi manda Picone, dirigit per Nanni Loy

### Millor director
- Ettore Scola - La sala de ball
- Federico Fellini - E la nave va
- Nanni Loy - Mi manda Picone

### Millor director novell
- Roberto Russo - Flirt
- Giacomo Battiato - I Paladini: Storia d'armi e d'amori
- Francesca Marciano i Stefania Casini - Lontano da dove

### Millor argument
- Federico Fellini í Tonino Guerra - E la nave va
- Nanni Loy i Elvio Porta - Mi manda Picone
- Ruggero Maccari, Jean-Claude Penchenat, Furio Scarpelli i Ettore Scola - La sala de ball
- Nanni Moretti i Sandro Petraglia - Bianca

### Millor productor
- Gianni Minervini - Mi manda Picone
- Franco Cristaldi - E la nave va
- Mohammed Lakhdar-Hamina i Giorgio Silvagni - La sala de ball

### Millor actriu
- Lina Sastri - Mi manda Picone
- Laura Morante - Bianca
- Monica Vitti - Flirt

### Millor actor
- Giancarlo Giannini - Mi manda Picone
- Nanni Moretti - Bianca
- Francesco Nuti - Son contento

### Millor actriu no protagonista
- Elena Fabrizi - Acqua e sapone
- Stefania Casini - Lontano da dove
- Rossana Di Lorenzo - La sala de ball
- Anna Longhi - Il tassinaro

### Millor actor no protagonista
- Carlo Giuffré - Son contento
- Aldo Giuffré - Mi manda Picone
- Stefano Satta Flores - Cento giorni a Palermo

### Millor músic
- Armando Trovajoli i Vladimir Cosma - La sala de ball
- Gianfranco Plenizio - E la nave va
- Francesco De Gregori - Flirt

### Millor fotografia
- Giuseppe Rotunno - E la nave va
- Ricardo Aronovich - La sala de ball
- Dante Spinotti - I Paladini: Storia d'armi e d'amori

### Millor escenografia
- Dante Ferretti - E la nave va
- Luciano Ricceri - La sala de ball
- Elena Ricci Poccetto - Mi manda Picone

### Millor vestuari
- Nanà Cecchi - I Paladini: Storia d'armi e d'amori
- Ezio Altieri - La sala de ball
- Maurizio Millenotti - E la nave va

### Millor muntatge
- Raimondo Crociani - La sala de ball
- Franco Fraticelli - Mi manda Picone
- Ruggero Mastroianni - E la nave va

### Millor actriu estrangera
- Shirley MacLaine - La força de la tendresa (Terms of Endearment)
- Debra Winger - La força de la tendresa (Terms of Endearment)
- Meryl Streep - La decisió de la Sophie (Sophie's Choice)

### Millor actor estranger
- Woody Allen - Zelig (Zelig)
- Michael Caine - The Honorary Consul
- Robert Duvall - Tender Mercies
- Gérard Depardieu - Danton

### Millor director estranger
- Ingmar Bergman - Fanny i Alexander (Fanny och Alexander)
- Woody Allen - Zelig
- Andrzej Wajda - Danton

### Millor productor estranger
- Jonathan Taplin - Sota el foc (Under Fire)
- Barbra Streisand - Yentl
- Cinematograph ab per the Swedish Film Institute, The Swedish Television STV 1, Gaumont, Personal Film e Tobis Filmkunst - Fanny i Alexander (Fanny och Alexander)
- Robert Greenhut - Zelig

### Millor guió estranger
- Ingmar Bergman - Fanny i Alexander (Fanny och Alexander)
- Clayton Frohman i Ron Shelton - Sota el foc (Under Fire)
- Woody Allen - Zelig

### Millor pel·lícula estrangera
- Fanny i Alexander (Fanny och Alexander), dirigit per Ingmar Bergman
- La força de la tendresa (Terms of Endearment), dirigit per James L. Brooks
- Zelig, dirigit per Woody Allen

### Premi Alitalia
- Ettore Scola - La sala de ball

### David Luchino Visconti
- Federico Fellini

### David René Clair
- Sergio Leone

### Targa Especial(a color el que ha rebut més David di Donatello)
- Vittorio Gassman
- Sophia Loren
- Nino Manfredi
- Mariangela Melato
- Alberto Sordi
- Monica Vitti

### David especial
- Titanus